# Paul Lindholm
Paul Lindholm (född 18 september 1970), är en finsk fotbollstränare, som tidigare var tränare för Djurgårdens IF:s Tipselitlag och lärare på Djurgårdens IF:s fotbollsgymnasium. I slutet av år 2004 blev han färdig med tränarutbildningens steg-4. Från och med säsongen 2007 individuell tränare för Djurgårdens IF:s A-lag där han fungerar som assisterande tränare till huvudtränaren Siggi Jónsson. Den 19 november 2008 bröt Djurgården kontraktet ett år i förtid.

## Spelarkarriär
- NIK (fostrarförening)
- FF Jaro (1989-93)
- SK Vard Haugesund (1994-95)
- FF Jaro (1996-99)

## Tränaruppdrag
- Djurgårdens IF (Tipselittränare, 2003-2006)[3]
- Djurgårdens IF (Assisterande tränare, A-laget, 2007–2008)
- Sollentuna United (Huvudtränare 2009-2011)
- IFK Täby (Assisterande tränare 2012)